# Viola lainzii
Viola lainzii är en violväxtart som beskrevs av P. Montserrat Recoder. Viola lainzii ingår i släktet violer, och familjen violväxter. Inga underarter finns listade i Catalogue of Life.